# 国際航空連盟
国際航空連盟（こくさいこうくうれんめい、Fédération Aéronautique Internationale, FAI）は、スカイスポーツにおける国際競技連盟であり、スカイスポーツの世界記録を管理している団体である。本部はスイス・ローザンヌ。

## 概要
1905年にフランス飛行クラブが中心となって設立されたため、前はフランス・パリにあった。年1回のFAI総会が各国でスカイスポーツを統括するナショナル・エアロ・クラブ（National Aero Club）間の調整の場である。FAI本部の運営はごく少人数で行われており面積もビルの1フロアである。本部は世界記録管理などの事務と広報の機能を持つのみで各国エアロクラブ間の技術事項調整は事務所を持たない各FAI委員会が行っている。
FAIは各種の航空文化・啓蒙活動も行っており、日本の子供たちはFAI子供絵画コンテストの常連で多数が受賞している。

## 各委員会
各スカイスポーツを統括する国際委員会と技術委員会は次のとおりである。
- スカイスポーツ・ゼネラル委員会
- 国際気球委員会
- 国際ゼネラル・アビエーション委員会
- 国際グライダー委員会
- 国際模型航空機委員会
- 国際パラシューティング委員会
- 国際エアロバティック委員会
- 国際宇宙記録委員会
- 国際ハンググライディング委員会
- 国際超軽量動力機・パラモーター委員会
- 国際回転翼機委員会
- 国際航空宇宙教育委員会
- 国際自作・エクスペリメンタル航空機委員会
- 国際医事委員会
- 国際環境委員会